# Anima gemella (singolo)
Anima gemella è un singolo dei Gemelli DiVersi con la partecipazione di Eros Ramazzotti pubblicato nel 2000. È il terzo singolo estratto dall'album 4x4.

## Descrizione
Anima gemella è un rifacimento in chiave rap del brano Stella gemella di Eros Ramazzotti.